# Maciej Piekarski

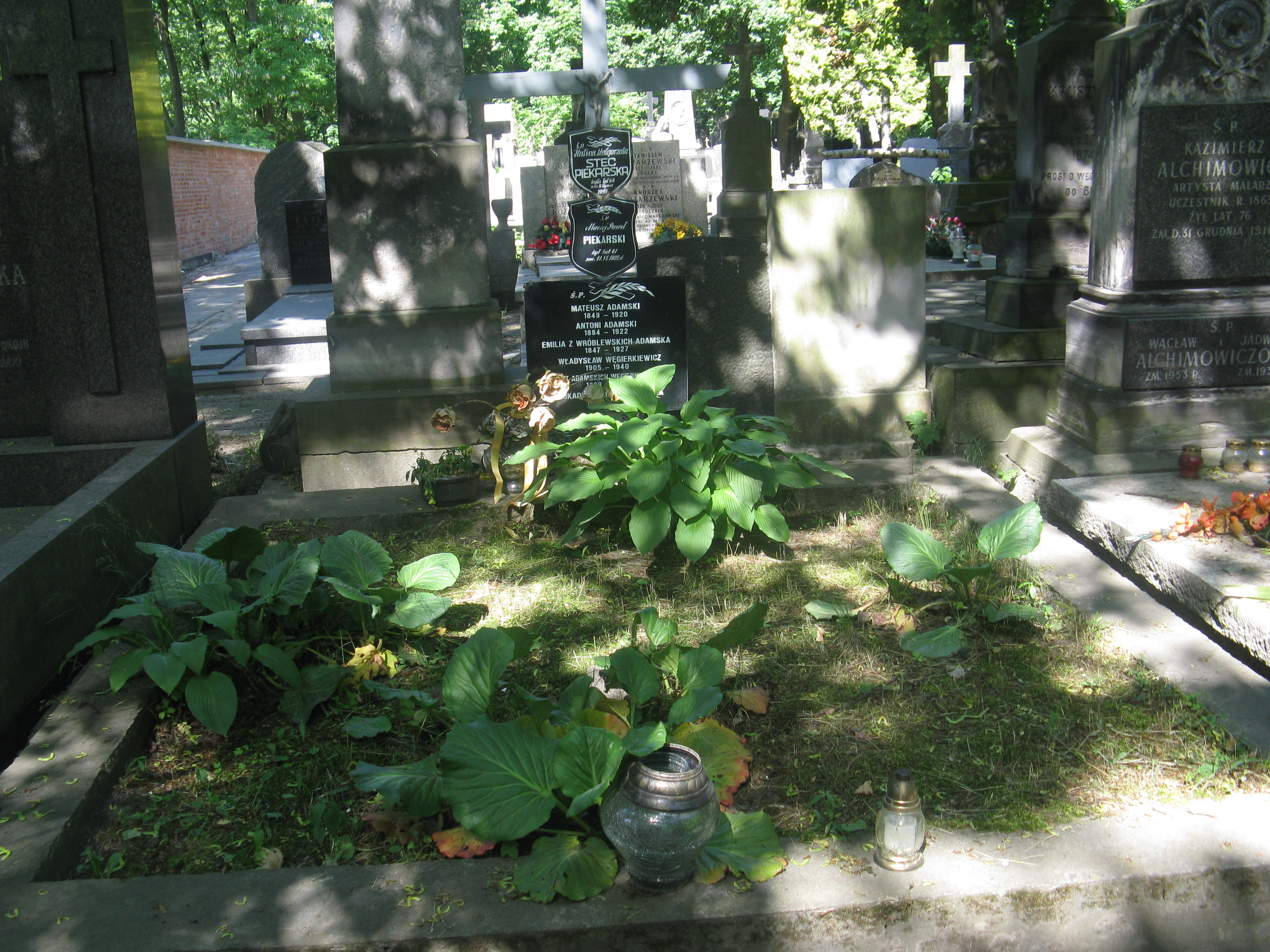
Grób Macieja Piekarskiego na cmentarzu Powązkowskim

Maciej Paweł Piekarski (ur. 21 października 1932 w Warszawie, zm. 14 czerwca 1999 tamże) – polski historyk sztuki, dziennikarz, publicysta, varsavianista, syn Bronisława Piekarskiego i Janiny z Adamskich, ojciec pisarki i dziennikarki Małgorzaty Karoliny Piekarskiej.

## Życiorys
W okresie powstania warszawskiego był posługaczem filii szpitala Ujazdowskiego na Sadybie. Po II wojnie światowej uczęszczał do Liceum im. Tadeusza Reytana w Warszawie, lecz tuż przed maturą został z niego relegowany wskutek konfliktu z nauczycielką historii. Zdał eksternistycznie egzamin dojrzałości w I Liceum Ogólnokształcącym im. Stanisława Staszica w Lublinie i ukończył historię sztuki na Katolickim Uniwersytecie Lubelskim (1955). Pracował 17 lat w Muzeum Narodowym w Warszawie. Był przysięgłym biegłym sądowym w zakresie zabytkoznawstwa i sztuk plastycznych. Pracował też jako wykładowca wiedzy o plastyce w Studium Oświaty i Kultury Dorosłych oraz nauczyciel historii sztuki w Warszawskim Liceum Sztuk Plastycznych.
Od 1973 roku dziennikarz Telewizji Polskiej w Redakcji Publicystyki Kulturalnej. Współpracował m.in. z programem publicystycznym Pegaz.
Od 1982 roku związany z Warszawskim Ośrodkiem Telewizyjnym i Telewizyjnym Kurierem Warszawskim. Przez 10 lat przygotowywał i prowadził program Wiarus – Magazyn Kombatantów Warszawskich, który po jego śmierci przez 2 lata tworzyła córka Małgorzata Karolina Piekarska.
W prasie polskiej opublikował kilka tysięcy artykułów związanych z powstaniem warszawskim i II wojną światową.
Stale współpracował z tygodnikiem „Stolica”.
Całe życie mieszkał w Warszawie. Najpierw przez długie lata na Sadybie, potem na Żoliborzu, wreszcie na Saskiej Kępie. Pochowany na cmentarzu Powązkowskim (kwatera 172, rząd 3, grób 25–26).
W roku 2024 Karolina Piekarska przekazała Archiwum Akt Nowych archiwalia swojego ojca, które obejmują ponad tysiąc zdjęć i negatywów.

## Ważniejsze nagrody
- Nagroda Miasta Stołecznego Warszawy (1998)[4]

## Ważniejsze publikacje
- Wiedza o plastyce, Biblioteczka Słuchacza Państwowego Zaocznego Studium Oświaty i Kultury Dorosłych 1974 – podręcznik dla słuchaczy
- Tak zapamiętałem, PIW 1979 – wspomnienia z lat 1939–1945
- Samotna placówka, MON 1989 – historia walk o Fort IX („Czerniaków”) we wrześniu 1939
- Glosa do Przedwiośnia, w: „Niepodległość i pamięć” 1994 – o powrocie rodziny z Baku po 1920 roku
- Syn dwóch matek (współautor: Małgorzata Karolina Piekarska), Wydawnictwo Trzecia Strona 2017

## Upamiętnienie
- Imię Macieja Piekarskiego nosi sala wystawowa w Muzeum Katyńskim zorganizowanym na terenie Fortu IX („Czerniaków”).
- Imię Macieja Piekarskiego nosi studio telewizyjne w TVP, z którego emitowane są programy TVP Warszawa, m.in. Telewizyjny Kurier Warszawski.